# Johan Ivar Lindroth
Johan (Jysi) Ivar Lindroth lub Johan Ivar Liro (ur. 1872 w Helsinkach, zm. 1943) – fiński botanik i mykolog.

## Życiorys
Johan Ivar Lindroth w 1894 r. rozpoczął studia w Helsinkach, potem kontynuował je w Sztokholmie, Uppsali, Berlinie, Monachium i Lipsku. W 1902 r. uzyskał doktorat i od tego czasu pracował jako nauczyciel historii naturalnej w Evo College of Forestry, później przekształconej na Wydział Rolniczo-Ekonomiczny Uniwersytetu Helsińskiego. W 1921 r. został na nim profesorem nadzwyczajnym biologii i fitopatologii, równocześnie obejmując stanowisko profesora botaniki na nowo utworzonym Uniwersytet w Turku. Nie podołał jednak tym obowiązkom i po dwóch latach zrezygnował z pracy na Uniwersytecie w Turku. Na Uniwersytecie Helsińskim był wykładowcą do 1940 r.
Lindroth był fińskim patriotą. Z tego powodu w 1906 roku zmienił nazwisko ze szwedzkiego Lindroth na fińskie Liro. Z powodu swoich poglądów politycznych zbierał okazy roślin i grzybów w rosyjskiej Karelii, gdyż jego zdaniem powinna ona należeć do Finlandii. Jego opisy w tych zbiorach podają jako miejsce zbioru Finlandię, choć faktycznie zebrane zostały w Rosji. Ale zbierał okazy także w całej Finlandii – od Wysp Alandzkich na południu do Laponii na północy.

## Praca naukowa
Johan Ivar Lindroth był przede wszystkim mykologiem, ale dobrze znał się także na roślinach naczyniowych i również je zbierał. Szczególnie jego zainteresowanie wzbudziły głowniowce (Ustilaginomycetes). W 1908 opublikował  Ureduneae fennicae – jedno z najbardziej kompleksowych opracowań tej grupy grzybów jakie kiedykolwiek wydano. W latach 20. i 30. XX wieku napisał dwutomowe dzieło Die Ustilagineen Finnlands, w 1938 Enumeratio Ustilaginearum fennicarum.
W naukowych nazwach utworzonych przez J.I. Lindrotha taksonów dodawany jest cytat Lindr.

## Publikacje
- Lindroth, J.I. (1901), Mykologische Mittheilungen, 1-4. Acta Societatis pro Fauna et Flora Fennica 20 (9): 29 pp., tab
- Lindroth, J.I. (1902), Mykologische Mittheilungen, 5-10. Acta Societatis pro Fauna et Flora Fennica 22 (3): 20 pp
- Lindroth, J.I. (1902), Die Umbelliferen-Uredineen, Acta Societatis pro Fauna et Flora Fennica 22 (1): 224 pp., tab
- Lindroth, J.I. (1902), Verzeichnis der aus Finnland bekannten Ramulariaarten. Acta Societatis pro Fauna et Flora Fennica 23 (3): 42 pp
- Lindroth, J.I. (1904), Mykologische Mitteilungen, 11-15. Acta Societatis pro Fauna et Flora Fennica 26 (5): 18 pp
- Lindroth, J.I. (1901), Uredineae novae, Meddelanden från Stockholms Högskolas Botaniska Institut 4 (9): 1-8[3]